# La Maison des artistes
La Maison des Artistes (La MdA) est l'association nationale représentant les artistes des arts visuels en France, comptant plus de 24 000 membres. Fondée en 1952 selon les principes de solidarité et d'entraide de la loi de 1901 sur les associations, elle a été "agréée" pendant 58 ans pour administrer le régime de sécurité sociale des artistes-auteurs dans les domaines des arts graphiques et plastiques.

## Histoire
La Maison des Artistes est une association créée en 1952 par des artistes dans un esprit d'entraide et de solidarité. Elle a pour but d'accompagner les artistes-auteurs des arts visuels, graphiques et plastiques, de défendre leurs intérêts professionnels et de leur proposer des services en adéquation avec l'exercice de leur activité artistique.
Cette association a reçu l'agrément des pouvoirs publics pour gérer la sécurité sociale des artistes des arts visuels, à partir de 1965. Le pôle administratif assure cette mission par délégation du siège social du même nom. Elle mène d'une part une mission de service public de collecte des cotisations et contributions sociales des artistes auteurs d'œuvres originales graphiques et plastiques et des diffuseurs faisant acte de commerce d'œuvres d'art. La Maison des Artistes contribue ainsi au recensement des auteurs professionnels de ce secteur ainsi que de leurs diffuseurs.
D'autre part, elle poursuit des missions d'intérêt général auprès des artistes dans un esprit de rassemblement, d'entraide et de réflexion pour améliorer la condition professionnelle des artistes à travers l'information, la défense du statut professionnel, la solidarité et l'accompagnement.
Il y a donc un siège social (structure associative loi de 1901, agréée par l'État), qui regroupe un service associatif auquel chacun peut choisir d'adhérer ou non et un organisme de sécurité sociale auquel tout artiste et tout diffuseur d'art est tenu de cotiser dès lors que sont perçues des rémunérations artistiques.
Elle ne doit pas être confondu avec la « Maison aux artistes » située 189 rue Ordener dans le 18e arrondissement de Paris, qui est un ensemble immobilier de 180 ateliers et logements édifié dans les années 1930. Les deux structures sont théoriquement liées par une adhésion commune. Voir Cité Montmartre-aux-artistes.
En 1995, à la suite d'une décision de la Commission nationale de l'informatique et des libertés, la Maison des Artistes se restructure en deux établissements : l'établissement principal, siégeant au 11, rue Berryer, appelé souvent MdA asso, poursuit des missions d'intérêt général en fournissant des prestations de conseil, d'information et d'accompagnement ; tandis que l'établissement secondaire, est en fait un service administratif de sécurité sociale, assurant une mission de service public axée autour de l'identification professionnelle et de la gestion des assurances sociales. Ce second établissement siège au 60, rue du Faubourg-Poissonnière dans le 10e arrondissement de Paris.
Cette structure est atypique et les membres de l'association confondent quelquefois celle-ci avec la sécurité sociale. La protection sociale des artistes est un sujet complexe concernant à la fois des artistes ayant des revenus relativement significatifs (un seuil étant fixé arbitrairement à cent fois le montant du salaire minimum horaire), et la grande majorité des autres artistes dont les revenus pour cette activité n'atteignent pas ces montants, et ont souvent un autre métier en parallèle pour vivre.
Aurélie Filippetti, ministre de la Culture et de la création de mai 2012 à juillet 2014, envisage durant son passage au ministère une loi de la création qui inclut, parmi différentes mesures, une fusion entre la Maison des Artistes (MDA) et les Agessa.
De 2014 à 2019, la Maison des Artistes (MDA) et l'Association pour la gestion de la sécurité sociale des auteurs (Agessa) tentent de simplifier le dispositif en fusionnant, pour donner la Sécurité sociale des artistes auteurs. La fusion est entérinée par leur assemblée respective, mais des cafouillages dans la gestion de cette fusion crée un vide juridique. La mission de recouvrement des cotisations est transféré à l'Urssaf, et plus particulièrement à l'Urssaf du Limousin à partir de janvier 2019. Au 1er janvier 2020, un rattachement au régime général de l'Urssaf  est décrété pour les artistes affiliés à Agessa-Mda, mais cette évolution s'avère difficile pour les personnes concernées et pour l'Urssaf,.
Le 1er décembre 2022, la gestion du régime social des artistes-auteurs est transférée de l'Agessa (Association pour la gestion de la sécurité sociale des auteurs) et de la branche sécurité sociale de la Maison des Artistes à la Sécurité sociale des artistes auteurs,. Cette transition a pour but de regrouper toutes les responsabilités au sein d'un organisme unique.

## Missions
La Maison des Artistes constitue un lieu d'identification professionnelle de tous les artistes plasticiens et graphistes ayant un foyer fiscal en France. Au premier euro perçu, l'artiste doit s'identifier auprès de l'organisme Maison des Artistes et auprès du CFE Urssaf pour l'obtention de son numéro d'ordre et de son numéro Siren-Siret. Initialement, dans les années 1960, l'organisme a été agréé par l'État pour s'occuper de la gestion de la sécurité sociale des artistes auteurs pour la branche des arts graphiques et plastiques (mission transférée à l'Urssaf en 2019, et plus particulièrement à la Sécurité sociale des artistes auteurs).
L'association poursuit aussi une mission associative d'accompagnement des artistes dans leurs carrières professionnelles à travers l'aide sociale, le conseil, l'information, l'assistance et la veille auprès des pouvoirs publics.
Au 31 décembre 2014, environ 53 000 artistes sont identifiés et plus de 18 000 ont pris l'adhésion aux services associatifs.

## Siège social

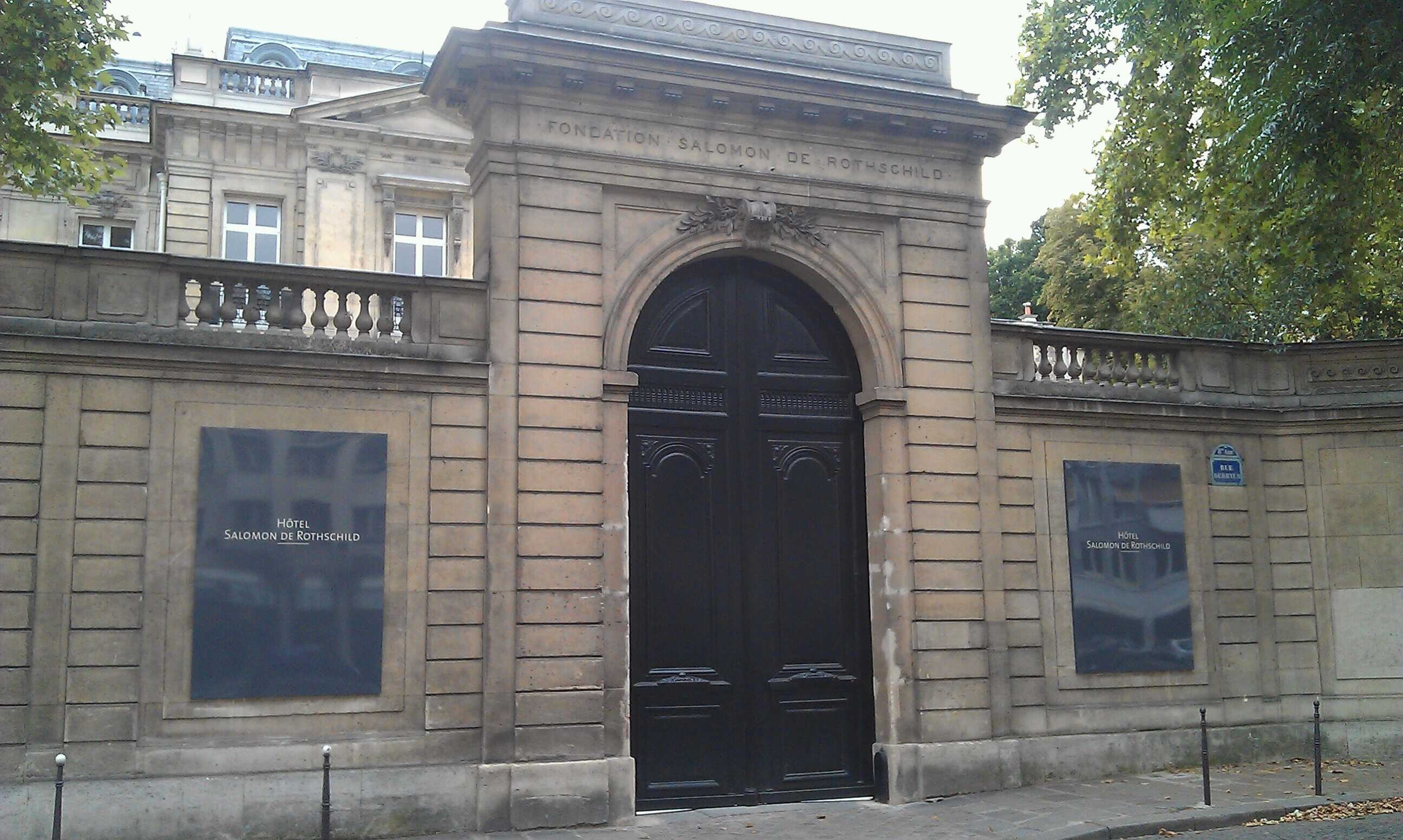
L'Hôtel Salomon de Rothschild, siège de La Maison des Artistes.

L'association est actuellement localisée dans les locaux de l'Hôtel Salomon de Rothschild au 11, rue Berryer, dans le 8e arrondissement de Paris.

## Sources
- Les papiers de l'association sont conservées aux Archives nationales sous la cote 147 AS[10].